# Scarabaeus acuticollis
Scarabaeus acuticollis är en skalbaggsart som beskrevs av Victor Ivanovitsch Motschulsky 1849. Scarabaeus acuticollis ingår i släktet Scarabaeus och familjen bladhorningar. Inga underarter finns listade i Catalogue of Life.